# Marcela Adam

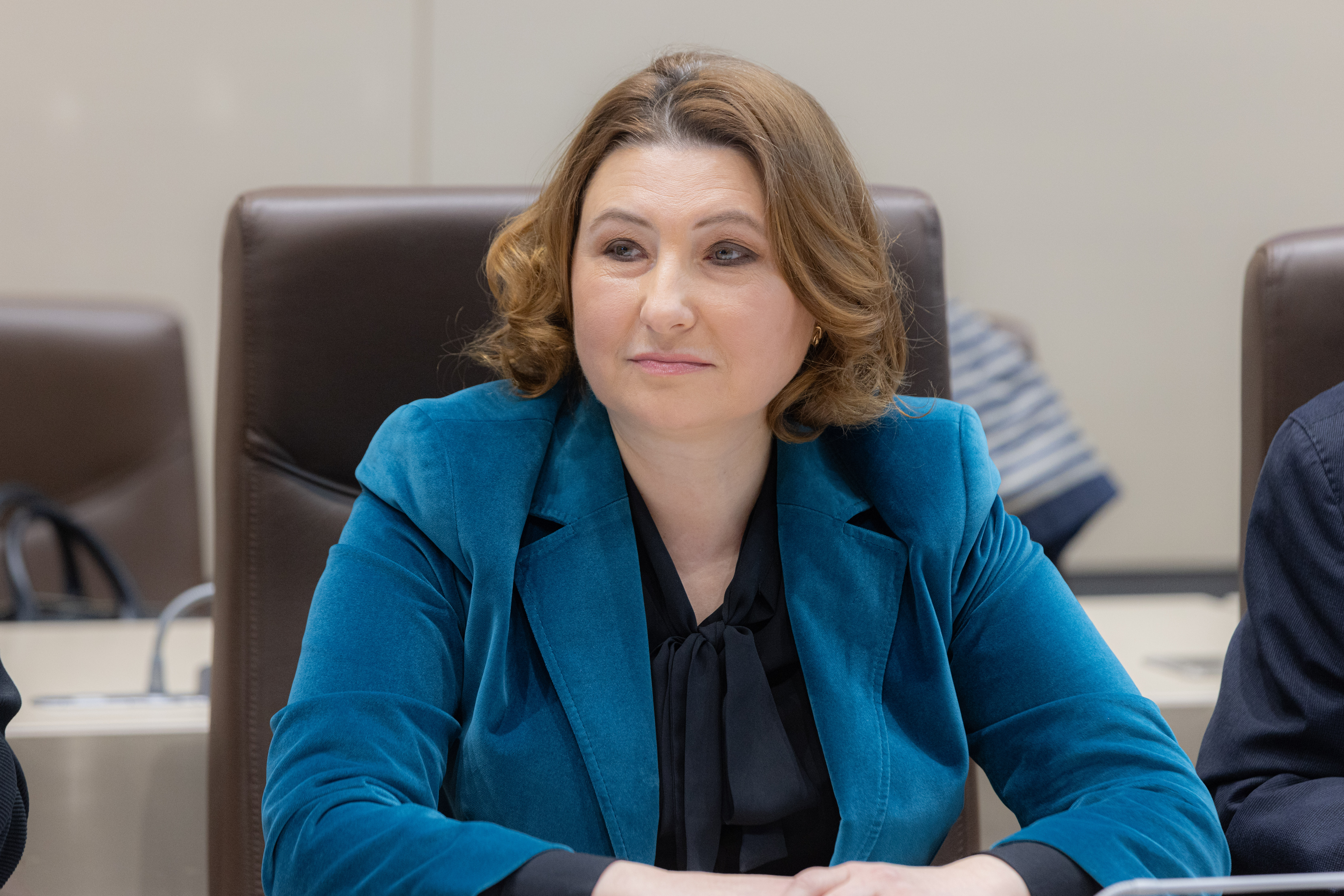
Marcela Adam (2024)

Marcela Adam (* 4. August 1974 in Isacova, Rajon Orhei) ist eine Politikerin der Partidul Acțiune și Solidaritate (PAS) in der Republik Moldau, die seit 2019 Mitglied des Parlaments ist.

## Leben

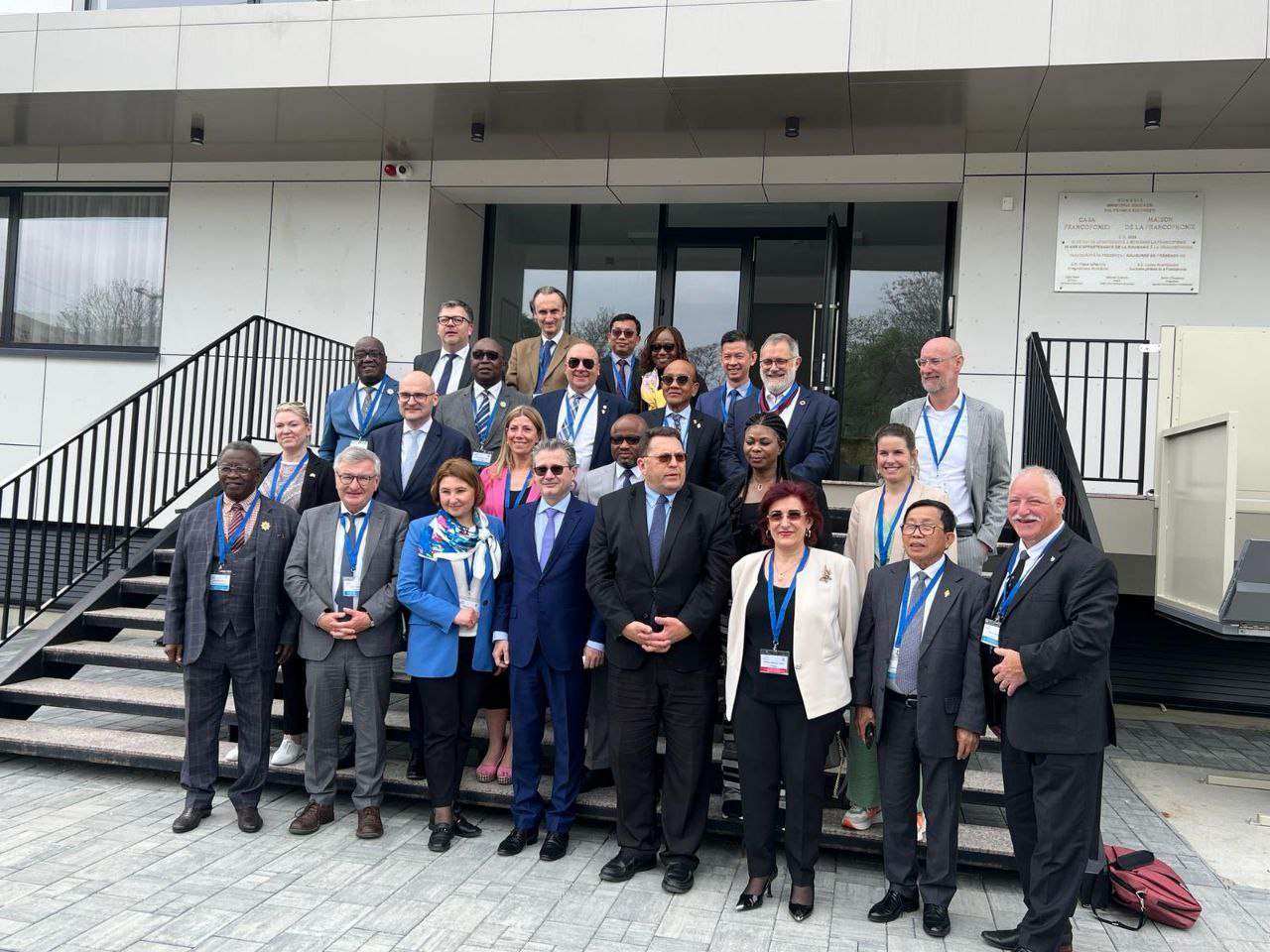
Marcela Adam (1. Reihe, 3.v.l.) während einer Sitzung der Kommission für Bildung, Kultur und Kommunikation der Parlamentarischen Versammlung der Organisation internationale de la Francophonie (OIF).

Marcela Adam besuchte nach der Grundschule von 1989 bis 1993 die Normalschule „Vasile Lupu“ in Orhei und begann daraufhin 1993 ein Studium für Philologie, Rumänische Sprache und Rumänische Literatur an der Staatlichen Universität Moldau (USM), welches sie 1998 beendete. Daraufhin absolvierte sie zwischen 1998 und 2004 ein Promotionsstudium an der USM, welches sie jedoch nicht beendete. Im Anschluss lehrte sie von 2004 bis 2019 als Dozentin an der Abteilung für rumänische Linguistik und Literaturwissenschaft der USM und absolvierte zudem von 2018 bis 2020 ein postgraduales Studium der Fachrichtung Politik und öffentliche Dienste an der USM und schloss dieses mit einem Master in Verwaltungswissenschaften ab.
2016 begann Marcela Adam ihr politisches Engagement in der Partidul Acțiune și Solidaritate PAS (Partei der Aktion und Solidarität) und wurde bei der Parlamentswahl am 24. Februar 2019 auf Platz 28 der PAS-Liste zum Mitglied des Parlaments (Parlamentul Republicii Moldova) gewählt. Im November 2019 wurde sie darüber hinaus Mitglied des Stadtrates von Ialoveni, dem sie bis August 2021 angehörte. Im Parlament war sie von Juli 2019 bis April 2021 Beraterin des Vorsitzenden der PAS-Fraktion, Igor Grosu.
Bei der Parlamentswahl am 11. Juli 2021 wurde Marcela Adam für das Wahlbündnis ACUM Platforma DA și PAS auf Listenplatz 35 wieder zum Mitglied des Parlaments gewählt. Sie ist derzeit Sekretärin der Kommission für Kultur, Bildung, Forschung, Jugend, Sport und Medien(Comisia cultură, educație, cercetare, tineret, sport și mass-media, Mitglied des Nationalen Politbüros Biroului Politic Național) der PAS sowie seit April 2022 Vizepräsidentin der Frauenorganisation der Partei. Darüber hinaus engagiert sie sich in der Parlamentarischen Versammlung der Frankophonie (APF),
Freundschaftsgruppe mit Japan, der Freundschaftsgruppe mit Montenegro, der Freundschaftsgruppe mit dem Königreich Spanien und der Freundschaftsgruppe mit dem Königreich der Niederlande.
Aus ihrer 2000 geschlossenen Ehe mit Gheorghe Adam gingen zwei Kinder.